# Бочо Загорски
Бочо Бочев Загорски е български лекар.

## Биография
Роден е през 1877 г. в Карлово. Завършва медицина в Женева. Работи като лекар в Чипровци, Фердинанд и Шумен (1907 – 1925), дружинен лекар на Петнадесети пехотен ломски полк в Балканската и Междусъюзническата война (1912 – 1913), началник-отделение на VІ дивизионен полк в Първата световна война (1915 – 1918). Участник е в Септемврийското въстание през 1923 г. Умира през 1964 г. в София.